# 伊巴爾岩
62°26′55″S 59°42′33″W / 62.44861°S 59.70917°W
伊巴爾岩（Ibar Rocks），是南極洲的岩石，位於南設得蘭群島的格林尼治島，處於斯帕克角東南面1公里，在1950年代被繪入智利水文地圖，現時由南極條約體系管理。